# Entgeltbescheinigungsverordnung
Die deutsche Entgeltbescheinigungsverordnung ist eine Rechtsverordnung des Bundesministeriums für Arbeit und Soziales. Sie regelt, welchen Inhalt eine Entgeltbescheinigung für Zwecke nach dem Sozialgesetzbuch haben muss.

## Zweck
Mit der Verordnung soll eine „normierte Entgeltbescheinigung“ erreicht werden, „um sicherzustellen, dass den Sozialleistungsträgern bundesweit einheitliche Angaben aus der Bescheinigung zur Verfügung stehen. Mit der Verordnung wird nicht nur den Arbeitgebern ein Mindeststandard für die monatlich auszustellenden Entgeltbescheinigungen vorgegeben. Die Softwarehersteller erhalten überdies einheitliche Vorgaben für die Programmierung der Bescheinigungssoftware.“
Die Entgeltbescheinigung selbst dient sozialrechtlichen Zwecken. Die Sozialversicherungsträger benötigen die in der Bescheinigung enthaltenen Informationen, um die Höhe von einkommensabhängigen Leistungen wie beispielsweise Krankengeld zu ermitteln. Sie unterscheidet sich damit von der Entgeltabrechnung gemäß § 108 Abs. 1 Gewerbeordnung, die der Arbeitgeber dem Arbeitnehmer ausstellen muss. Durch die Entgeltabrechnung wird der Arbeitnehmer über die Zusammensetzung seines Arbeitsentgelts, die Abzüge (Steuern, Sozialversicherungsbeiträge) und den Zahlungsbetrag informiert.

## Inhalt
Die Entgeltbescheinigungsverordnung besteht aus drei Paragrafen.
§ 1 Abs. 1 EBV beschreibt den Inhalt einer Entgeltbescheinigung im Sinne des § 108 Abs. 3 Gewerbeordnung. § 1 Abs. 2 EBV legt fest, welche Entgeltbestandteile der Arbeitnehmers stets in der Bescheinigung dargestellt werden müssen. § 1 Abs. 3 EBV bestimmt, wie sich bestimmte Werte bei der Ermittlung des Gesamtbruttoentgeltes auswirken.
§ 2 Abs. 1 EBV verpflichtet Arbeitgeber, ihren Arbeitnehmer grundsätzlich für jeden Abrechnungszeitraum eine Entgeltbescheinigung in Textform zu erteilen. Die Arbeitgeber sind von dieser Verpflichtung befreit, wenn sich gegenüber dem letzten Abrechnungszeitraum keine Änderungen ergeben oder sich nur der Abrechnungszeitraum selbst ändert. Aus Datenschutzgründen erlaubt § 2 Abs. 2 EBV es Arbeitnehmern, das Kirchensteuermerkmal in der Entgeltbescheinigung zu schwärzen.
Gemäß § 3 EBV trat die Verordnung am 1. Juli 2013 in Kraft.

## Verordnungsermächtigung und Geschichte
Gemäß § 108 Abs. 3, S. 1 Gewerbeordnung ist das Bundesministerium für Arbeit und Soziales ermächtigt, „das Nähere zum Inhalt und Verfahren einer Entgeltbescheinigung, die zu Zwecken nach dem Sozialgesetzbuch verwendet werden kann, durch Rechtsverordnung zu bestimmen.“ Diese Verordnungsermächtigung besteht mit Unterbrechungen seit dem 23. Dezember 2007. Das Bundesministerium hatte jedoch mit Blick auf das ELENA-Verfahren zunächst davon abgesehen, eine Rechtsverordnung zur Entgeltbescheinigung zu erlassen. Stattdessen verkündete es im Jahr 2009 die so genannte Entgeltbescheinigungsrichtlinie, welche am 1. Januar 2010 in Kraft trat. Diese Richtlinie war im Zusammenwirken zwischen Ministerium, Wirtschaftsvertretern und den Entwicklern von Entgeltabrechnungsprogrammen entstanden. Sie definierte den Mindeststandard, den eine Entgeltbescheinigung einhalten soll. Als bloße Richtlinie war sie jedoch rechtlich nicht verbindlich.
Nach dem Scheitern des ELENA-Verfahrens wurde die Entgeltbescheinigungsverordnung entwickelt. Sie ist inhaltlich im Wesentlichen mit der Entgeltbescheinigungsrichtlinie identisch, im Unterschied zu jener jedoch rechtlich für alle Arbeitgeber verbindlich.